# Colline di Romagna
Colline di Romagna (DOP) è  un olio di oliva a denominazione di origine protetta.

## Produzione
L'olio extra vergine di oliva Colline di Romagna DOP è ottenuto da olive raccolte in un'area specificata dal disciplinare di produzione che si estende tra la provincia di Rimini e quella di Forlì-Cesena. La cultivar principale è il Correggiolo, che deve essere presente in una misura minima del 60%. Altre cultivar tipiche della zona sono impiegate nella produzione di quest'olio a denominazione di origine protetta, principalmente leccino, pendolino, moraiolo e rossina.
Gli oliveti da cui si raccolgono le olive impiegate nella produzione di quest'olio sono coltivati seguendo metodi tradizionali e la difesa dalle erbe infestanti e dai principali parassiti dell'olivo è attuata nel rispetto dei disciplinari di lotta integrata della regione Emilia Romagna.
Le olive sono raccolte a mano o con l'ausilio di strumenti meccanici e grandi reti sollevate da terra e la raccolta ha luogo tra il 20 ottobre e il 15 dicembre di ogni anno.
Le olive raccolte sono stoccate in grandi contenitori rigidi aerati (bins) ed avviate a lavorazione entro il più breve tempo possibile, mai più tardi di due giorni dalla data di raccolta.
L'oliva viene franta negli oleifici autorizzati all'interno dell'area specificata dal disciplinare di produzione. Dopo il lavaggio e la defoliazione con acqua potabile, l'estrazione dell'olio avviene soltanto con processi meccanici e chimici, ad una temperatura inferiore a 27 °C.

## Caratteristiche del prodotto
L'olio ottenuto è di colore che va dal verde al giallo oro e presenta un aroma intenso di oliva, accompagnato da sentori di erba appena tagliata. Mediamente amaro e piccante, si caratterizza per un retrogusto che ricorda note di mandorla, carciofo e pomodoro.
Per poter ottenere la certificazione, l'olio deve ottenere un punteggio superiore a 7 su 10 all'assaggio di un gruppo di assaggiatori professionali. L'acidità massima consentita è di 0,50%.
In etichetta è riportata obbligatoriamente l'indicazione dell'annata di produzione.